# Peróxido de metil-etil-cetona
Peróxido de metiletilcetona (MEKP) es un peróxido orgánico, puede explotar de forma similar al peróxido de acetona. MEKP es un líquido aceitoso incoloro, mientras que el peróxido de acetona es un polvo blanco en  STP; MEKP es ligeramente menos sensible a los golpes y la temperatura, y más estable en almacenamiento. Dependiendo de las condiciones experimentales, se conocen varios aductos diferentes de metiletilcetona y peróxido de hidrógeno. El primero en ser reportado fue un dímero cíclico, C  8  H  16  O  4 , en 1906. Estudios posteriores encontraron que un dímero lineal es el más frecuente en la mezcla de productos que se obtienen normalmente, y este es el formulario que normalmente se cita en el material disponible comercialmente de las empresas de suministro de productos químicos.
Las soluciones diluidas de 30 a 40% de MEKP se utilizan en la industria y por aficionados como el catalizador que inicia la  reticulación de resina de poliéster insaturado s utilizado en fibra de vidrio y fundición. Para esta aplicación, MEKP se disuelve en dimetil ftalato, peróxido de ciclohexano o dialil ftalato para reducir la sensibilidad al choque. Peróxido de benzoílo se puede utilizar para el mismo propósito.
MEKP es un irritante grave de la piel y puede causar daño corrosivo progresivo o ceguera.